# Castello Nijō
Il castello Nijō (二条城?, Nijōjō) è un complesso fortificato di Nakagyō-ku, a Kyōto, costruito a partire dal 1601/1603 per volere di Tokugawa Ieyasu (1543-1613), primo shōgun del periodo Edo e sotto la supervisione dell'architetto Itakura Katsushige, e completato nel 1626 da Tokugawa Iemitsu. Simbolo del potere e della ricchezza dello shōgunato di Edo, fu residenza degli shōgun per quasi 270 anni, ovvero fino al 1867, anno in cui proprio qui l'ultimo shōgun Tokugawa si dimise dalla propria carica al cospetto dell'imperatore Meiji e fu in seguito usato come residenza imperiale.
Come altri edifici di Kyōto, è annoverato nella lista dei patrimoni dell'umanità stilata dall'UNESCO.

## Ubicazione
Il castello si trova in pieno centro cittadino, tra il quartiere di Kamigyō e il quartiere di Nakagyō, ad ovest del corso del fiume Kamo e a sud-ovest del Palazzo imperiale di Kyōto.

## Caratteristiche
Gli edifici che vanno a formare il castello abbracciano un'area di 8.000 m² e sono costruiti su un'area complessiva di 275.000 m².
Il castello, circondato da fossato, è formato da due fortificazioni principali, il palazzo Ninomaru e il palazzo Honmaru.
Gli edifici principali del complesso sono decorati con dipinti di Kanō Tan'yū, mentre i dipinti dei pannelli scorrevoli sono attribuiti a Kanō Naonobu. I dipinti, tra i più estesi tra quelli della dinastia di pittori Kanō, ritraggono prevalentemente tigri e pantere tra bambù, oche selvatiche in inverno, fiori, ecc.
Caratteristica particolare degli interni sono i cosiddetti "pavimenti dell'usignolo" (鴬張り o 鶯張り uguisubari), chiamati così perché, ogni volta che vengono calpestati, i morsetti e i chiodi posti sotto la superficie sfregano tra loro producendo un suono che ricorda il verso dell'usignolo.

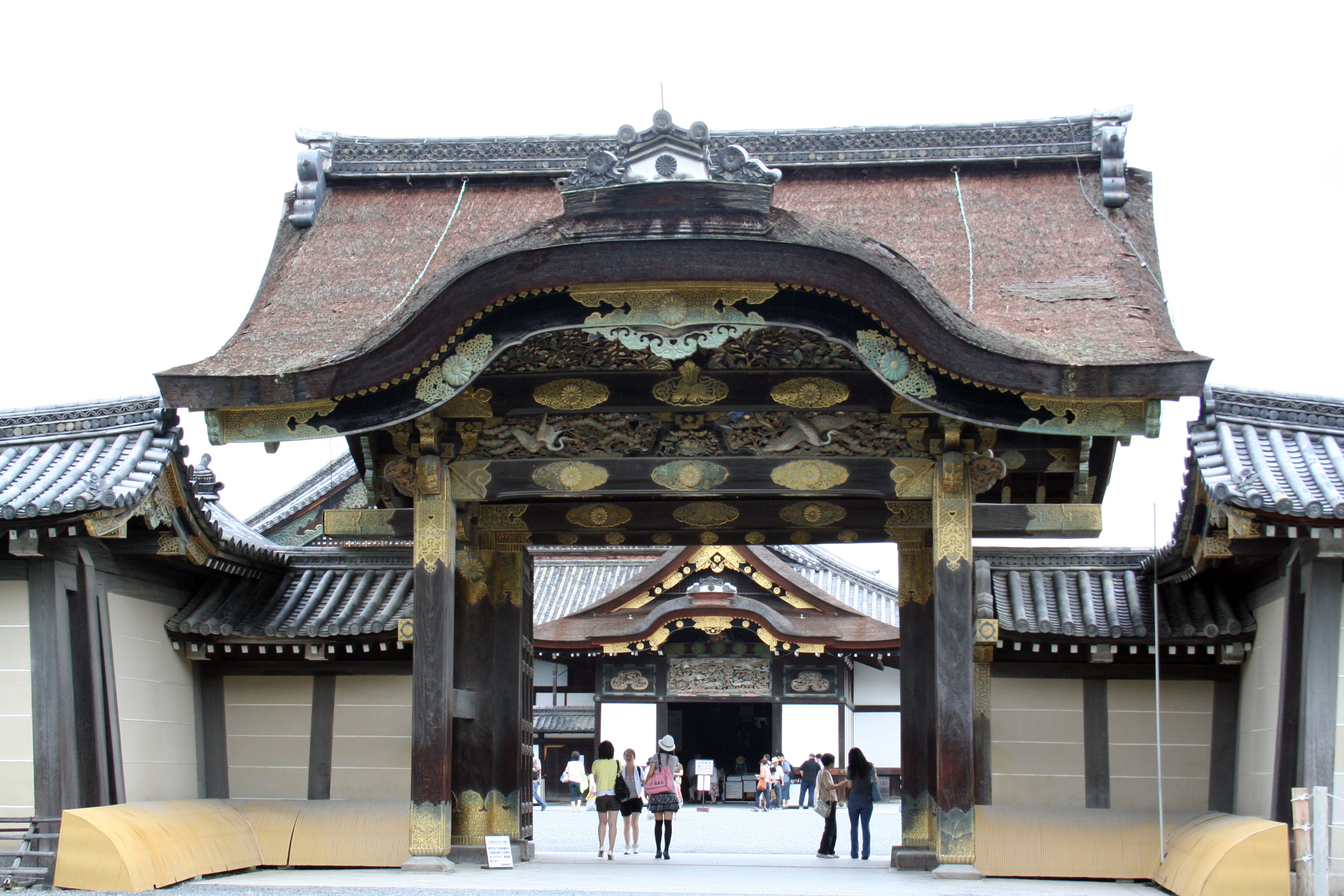
Una delle porte d'accesso al complesso
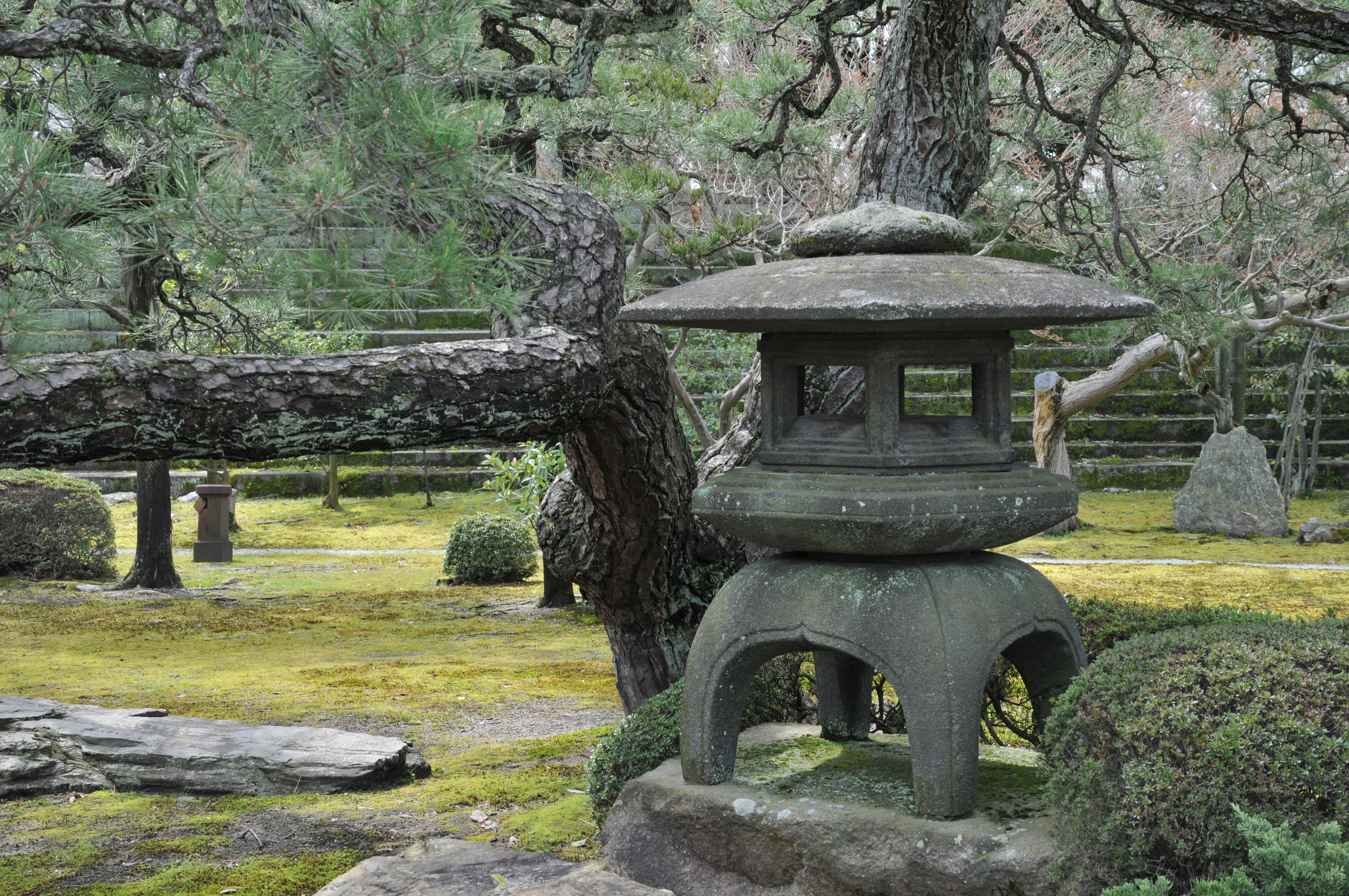
Giardini del Palazzo Honmaru
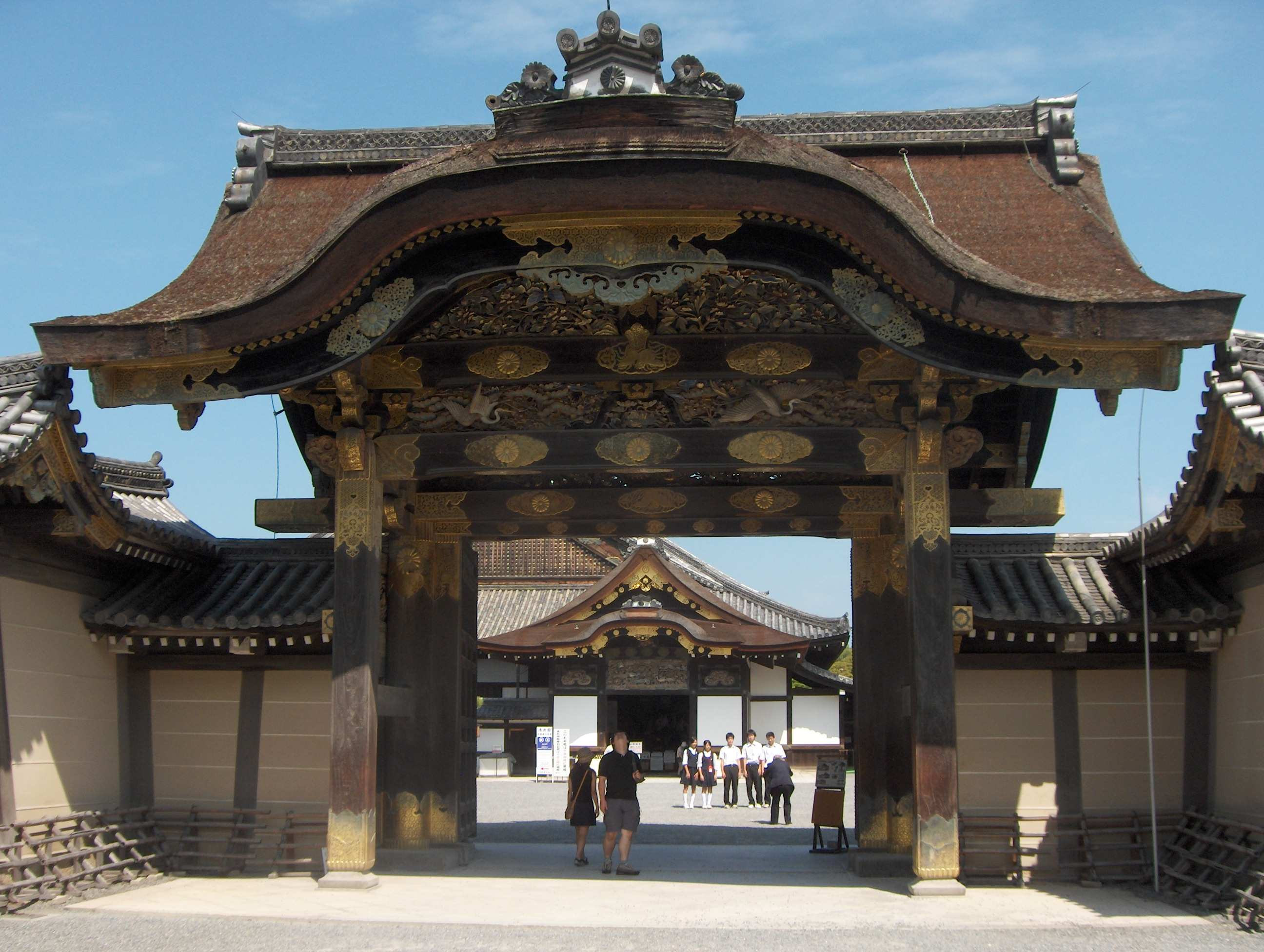
Entrata del Palazzo Ninomaru
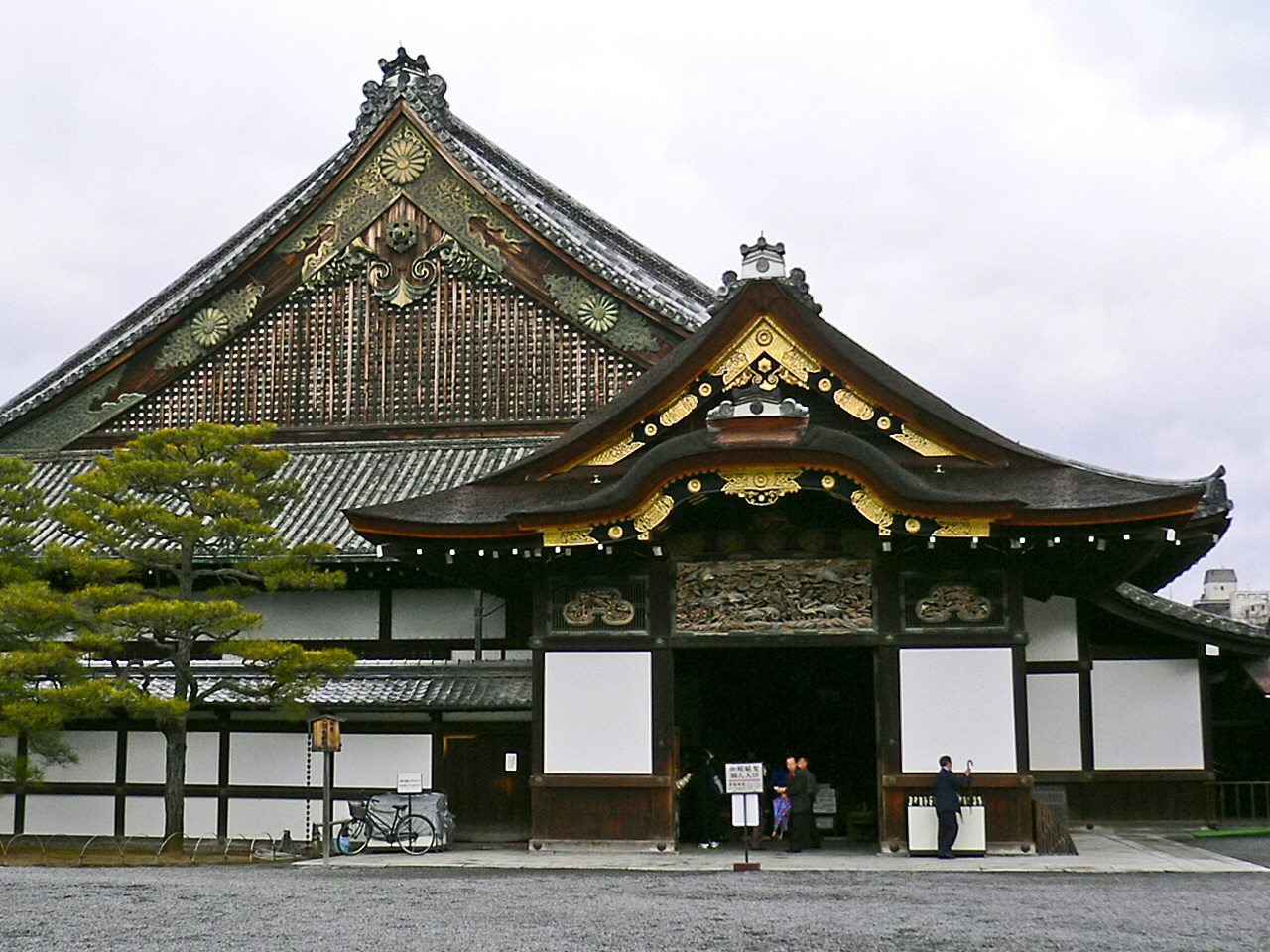
Palazzo Ninomaru
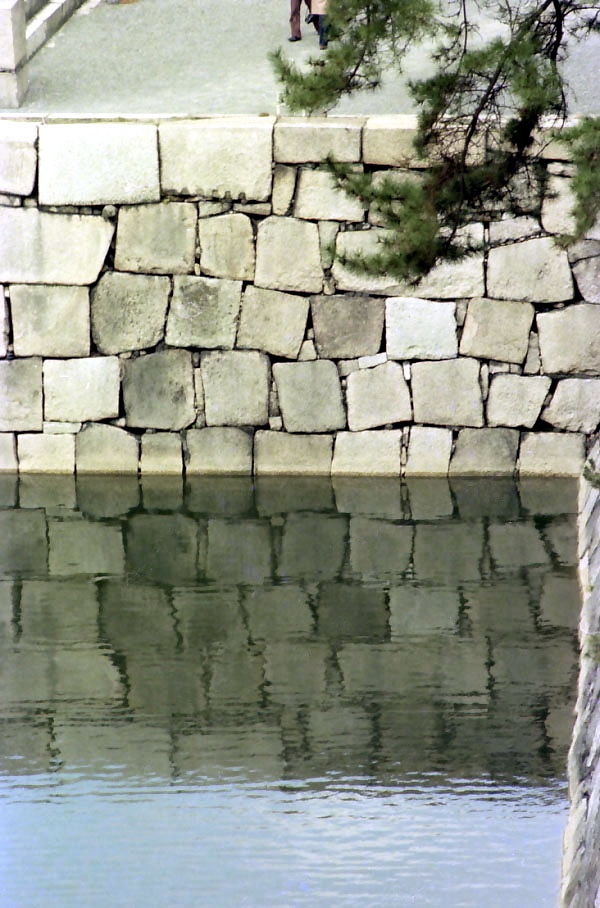
Fosso interno
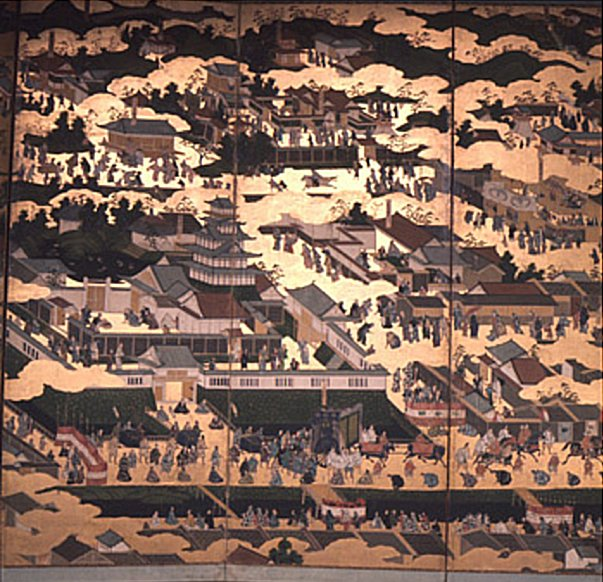
Ritratto del castello agli inizi del XVII secolo

## Storia
Il castello Nijō è stato costruito nel 1603.

## La stazione ferroviaria più vicina
- Stazione di Nijōjō-mae (二条城前駅, T14?): Metropolitana di Kyōto,  Linea Tōzai